# Christian de Caters
Pour les articles homonymes, voir Caters (de).
Christian de Caters, né le 3 mai 1900 à Paris et mort le 16 octobre 1979 à Lisbonne, est un auteur français spécialisé dans le roman d'aventures et le roman policier. Pour écouler sa production, il utilise les pseudonymes Louis Morvers, André Falcoz et Elie Montfort.

## Biographie
Fils du baron Louis de Caters, il entre à l'école centrale Paris et obtient un diplôme d'ingénieur en 1922. Pendant l'entre-deux-guerres, il écrit plusieurs romans d'aventures et quelques romans policiers. Il collabore également au périodique L'Intrépide et à la revue Sciences et Voyages.    
Outre de nombreuses relations de voyage, il a également publié des traductions depuis l'anglais et le portugais.

## Décoration
- Officier de l'ordre de l'Empire colonial ( Portugal, 2 juin 1934)[2].

## Œuvre

### Romans
- Le Maléfice de Java, Paris, La Renaissance du livre, coll. « Disque rouge », 1932
- La Sauterelle en améthyste, Paris, La Renaissance du livre, coll. « Disque rouge », 1932 ; réédition sous le pseudonyme d'André Falcoz, Paris, Tallandier, 1952

### Romans signés André Falcoz
- Le Campong aux têtes fumées, Paris, Tallandier, coll. « Le Livre national. Section bleue. Aventures et voyages : bibliothèque des grandes aventures » no 218, 1928
- Les Rescapés de l'île verte, Paris, Tallandier, coll. « Le Livre national. Section bleue. Grandes Aventures et Voyages excentriques » no 291, 1929
- Le Semeur de feu, Paris, Tallandier, coll. « Le Livre national. Section bleue. Grandes Aventures et Voyages excentriques » no 305, 1930
- Le Soleil du monde, Paris, Tallandier, coll. « Le Livre national. Section bleue. Grandes Aventures et Voyages excentriques » no 324, 1930
- Le Fou des mers du Sud, Paris, Tallandier, coll. « Le Livre national. Section bleue. Grandes Aventures et Voyages excentriques » no 336, 1930
- La Poudre de mort, Paris, Tallandier, coll. « Le Livre national. Section bleue. Grandes Aventures et Voyages excentriques » no 68, 1941, no 508, 1934
- Zimbabwé la secrète, Paris, Tallandier, coll. « Le Livre national. Section bleue. Aventures et voyages », 3e série no 55, 1936
- Le Pays des hommes fous, Paris Tallandier, coll. « Le Livre d'aventures » no 12, 1937
- Le Rio de la bête silencieuse, Paris Tallandier, coll. « Le Livre d'aventures », 2e série no 9, 1938
- Le Péril vert, Paris, Éditions A.B.C., coll. « Héros d'aventures » no 7, 1941
- Monsieur de Malvaleix est mort assassiné, Paris, Librairie des Champs-Élysées, coll. « Le Masque » no 308, 1941

### Roman signé Louis Morvers
- La Sérénade interrompue, Paris, Éditions S.E.T., 1929

### Roman signé Elie Montfort
- Le Bloc d'ambre gris, Paris, Tallandier, coll. « Héros d'aventures », nouvelle série, no 24, 1933

### Traductions
- Pirates sur le Mississippi de Thomas Reid Mayne, Paris Tallandier, coll. « Le Livre d'aventures » no 17, 1938
- Le Recteur et ses pupilles de Júlio Dinis, Paris, Sorlot, 1944
- Les Corps sans âmes, José da Natividade, Paris, Librairie des Champs-Élysées, Le Masque no 457, 1953 (traduction signée André Falcoz)
- Poésies du Portugal, Paris, La Compagnie des bibliophiles du livre d'art et de l'Amérique latine, 1970

### Autres publications
- Visages de la Suède, Paris, Plon, 1930

- Prix d'Académie 1931 de l'Académie française
- Sao Thomé, verger de l'équateur, L'Illustration, septembre 1935
- Visages du Japon, Paris, Calmann-Lévy, 1936
- Portrait du Portugal, Paris, Plon, 1940
- Voyage au Portugal, Lisbonne, Officie national du Tourisme, 1951
- Mozambique, terre portugaise, Paris, 1952

## Source
- Jacques Baudou et Jean-Jacques Schleret, Le Vrai Visage du Masque, vol. 1, Paris, Futuropolis, 1984, 476 p. (OCLC 311506692), p. 101-102.